# おしどり塚
おしどり塚（おしどりづか、鴛鴦塚）は、栃木県宇都宮市一番町にある、オシドリの夫婦を慰霊する塚。宇都宮市指定史跡。鎌倉時代の僧・無住が著した『沙石集』にある説話の故地とする説があるが、郷土史家は否定的な見解を示している。

## 民話と沙石集

### 宇都宮の民話
おしどり塚にまつわる、宇都宮市で語り継がれてきた民話は次の通りである。
| 「 | 昔々、宇都宮にあさり沼（求喰沼）という大きな沼があり、沼からあさり川が流れ出していた。岸には葦が茂り、水鳥にとっていい餌場であった。ある日のこと、獲物を求めて1日中山の中をさまよったものの、1匹も得られずにいた猟師があさり沼を通りかかると、つがいのオシドリを発見した。猟師はこれ幸と弓を引き、矢を放ち、オスのオシドリを射止めた。そしてオシドリの首を切り落とし、家に持ち帰った。 翌日、猟師があさり沼に差し掛かると、昨日と同じところにオシドリがうずくまっていた。逃げるそぶりを見せなかったので、猟師はこれを射止め、拾い上げてみると、それはメスのオシドリで、昨日捨てて行ったオスの首を大事に抱えていたのだった。猟師はこれを見て「なんと罪深いことをしてしまったか」と心を痛め、出家し僧侶となった。そして岸辺に塚を築き、石の塔を建ててオシドリのつがいを弔った。僧侶となった元猟師は日光の本宮寺に入り、立派な僧となってからも生涯をかけてオシドリの冥福を祈った。 元猟師が建てた石塔を、誰ともなく、「おしどり塚」と呼ぶようになった。今でも大町の民家の裏手には、おしどり塚が残っているのだとさ。 | 」 |

この民話は河野守弘の著した『下野国誌』にある「鴛鴦塚」とほぼ同じである。

#### 道徳教材としての利用
宇都宮市の学校では、おしどり塚の民話を用いた道徳教育が行われることがある。小学校低学年の児童は一般に動物への関心が高いが、他方で小動物を殺しても平気でいる児童もいることから、動物の生命の尊厳に気付かせること、優しい心で動物に親しむこと、崇高なものを尊び清らかな心を持つことを目的として、おしどり塚の民話を利用した授業が実施される。なお、この授業の学習指導案は、猟師が動物を殺生することで生計を立てているという職業上の問題には触れず、オシドリの愛情とオシドリを弔った猟師の心に焦点を当てて授業を進めることを前提に組み立てている。
宇都宮市立城山東小学校の2年生を対象とした授業実践を示すと、まず、おしどり塚の民話を紙芝居にしたものを児童に見せ、自由に感想を語らせる。次に、オシドリのつがいが2羽で泳いでいた時の気持ち、オスのオシドリを殺されたメスの気持ち、メスがオスの首を抱きかかえていたことを知った猟師の気持ちを考えさせる。続いて、「今までに動物を殺したことがあるか」と問いかけ、むやみに動物を殺生しないことや動物に優しい心で接する意識を持たせる。最後に同じような民話が佐野市にも伝わっていることを紹介することで、文化財に対する興味関心も喚起する。

### 沙石集の説話
『沙石集』にある説話は、次のような内容である。
| 「 | 昔々、下野国のアソ沼（安蘇沼）というところに鷹狩をする男がいた。ある日、オシドリのオスを獲り、餌袋に入れて持ち帰った。その夜、男の夢に身なりの整った女が現れ、「なぜ私の夫を殺したのですか」と泣きながら問うた。男は殺した覚えはないと答えると、女は「日暮るれば 誘ひしものを あそ沼の 真菰がくれの ひとり寝ぞ憂き」と詠むと帰っていった。帰っていく後ろ姿は、メスのオシドリであった。 翌朝、男が餌袋の中を見ると、雌雄のオシドリが互いのくちばしをかみ合わせて死んでいた。男はオシドリの愛の深さに感じ入り、出家して、オシドリのために塚を築いて弔った。 | 」 |

おしどり塚にある鴛鴦塚之略記碑（おしどりづかのりゃっきひ）によれば、この説話は無住が宇都宮に来た際に、里人から聞いた話を書き留めたものだという。無住は梶原景時の孫で、梶原氏が滅亡した際に宇都宮頼綱の妻だった伯母（梶原景時の娘）を頼って宇都宮に来たのだとされる。

### 沙石集の舞台は宇都宮か

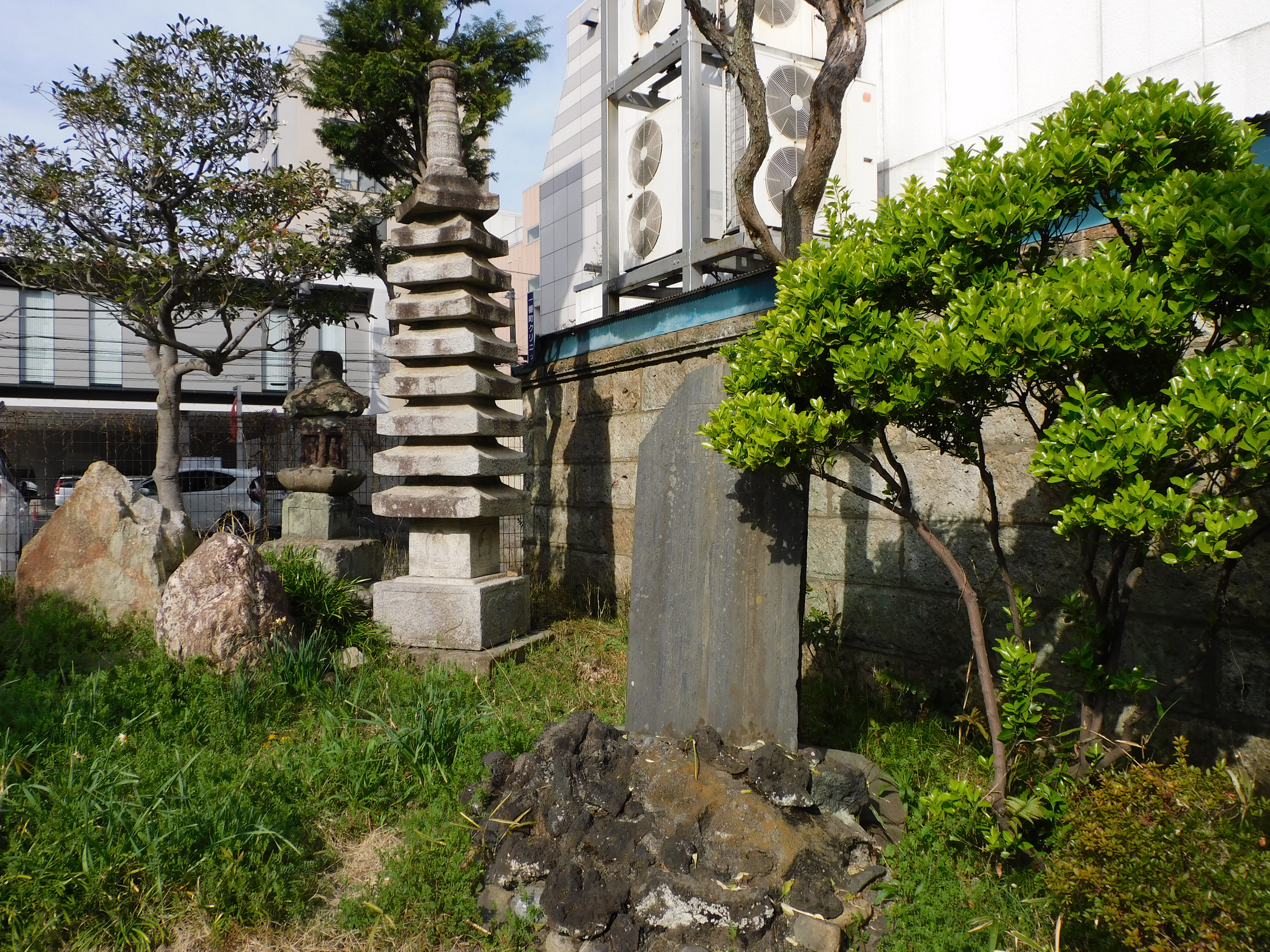
供養塔と鴛鴦塚之略記碑

1964年（昭和39年）5月29日に、おしどり塚は宇都宮市の史跡に指定された。今となっては指定の根拠は不明であるが、おそらく鴛鴦塚之略記碑に書かれているような、「無住が宇都宮で聞いた話を『沙石集』に書いた」という伝承に基づいて指定したものと考えられる。
しかし、旧下野国の佐野市にも宇都宮と同様の民話が残っている。佐野市は旧安蘇郡安蘇郷であり、干拓されて残っていないが、安蘇沼が存在していた。『沙石集』に出てくる「アソ沼」を宇都宮の求喰沼と解釈するのは無理があり、佐野の安蘇沼と考えた方がより自然である。鴛鴦塚之略記碑の碑文は『下野国誌』の「鴛鴦塚」の記述に酷似していることから、柏村祐司は、碑文の著者は『下野国誌』を基に碑文を書き、『沙石集』は読んでいないのではないか、碑文の著者が宇都宮への郷土愛ゆえに『沙石集』と結び付けてしまったのではないか、と推測している。
ちなみに、佐野市浅沼町の八幡宮には藤原盛房が天保2年（1831年）建碑した「おしどり塚歌碑」があり、佐野駅前にはオシドリの夫婦の像、黒袴町には「おしどり塚」がある。オシドリは佐野市の鳥である。
同様の物語は日本各地で伝承されており、小泉八雲の『怪談』に収録されている。國學院大學栃木短期大学の細矢藤策は、おしどり塚の伝説が残る地域はほとんどが鳥の狩猟場であったことから、鷹匠など鳥猟師たちの「鳥供養の物語」であったと解釈している。

## おしどり塚児童公園

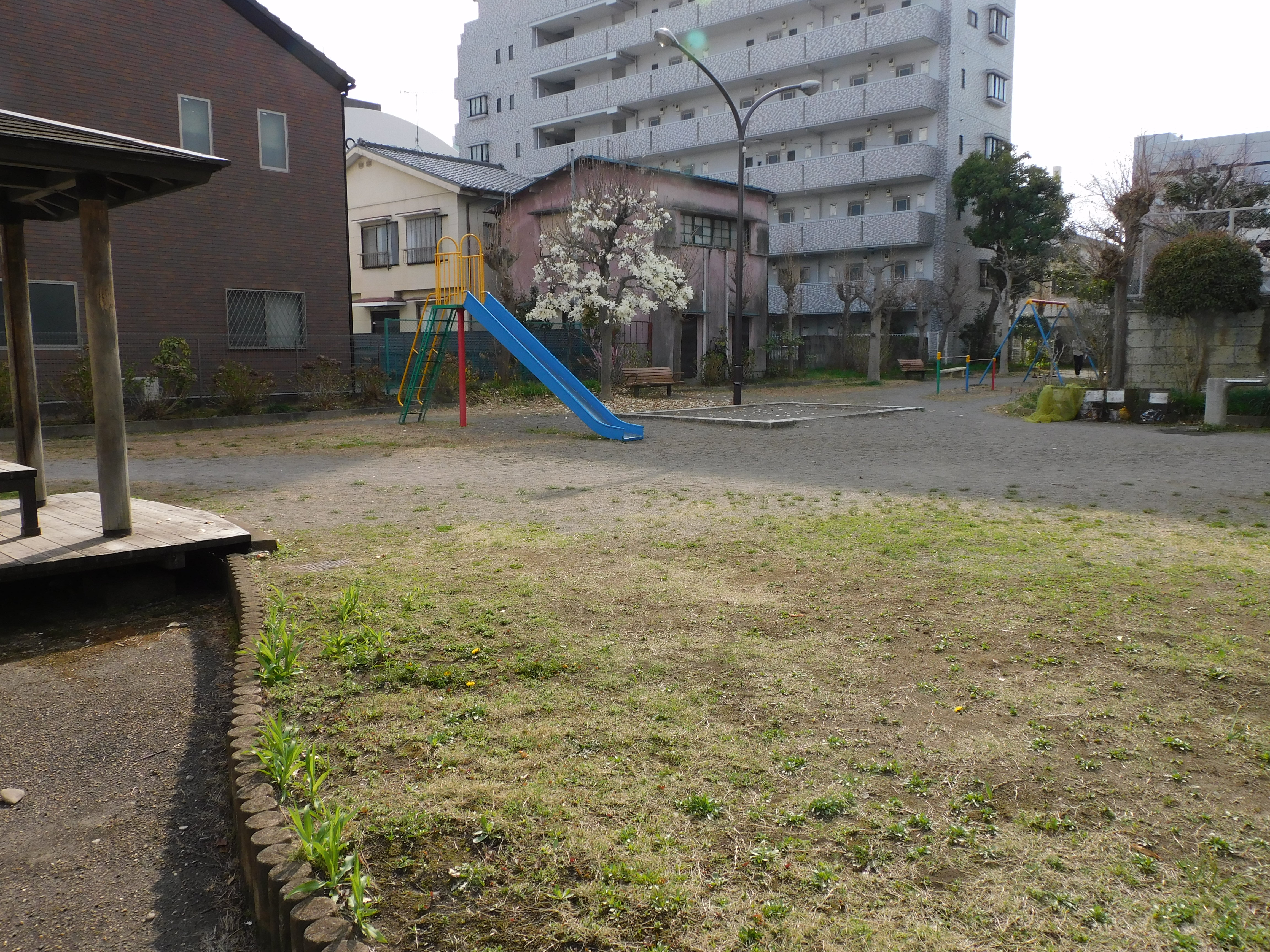
おしどり塚児童公園

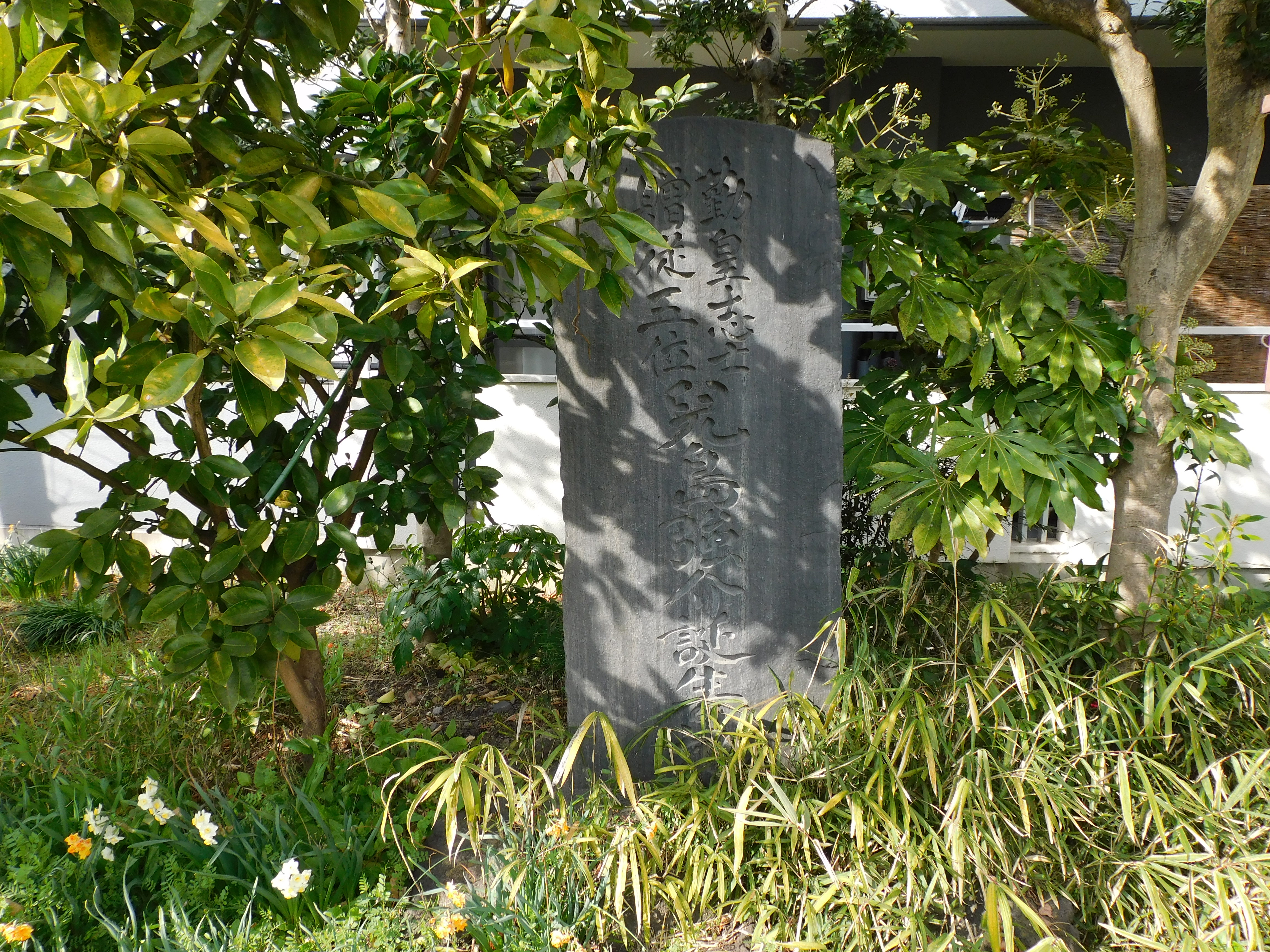
「児島強介誕生の地」碑

おしどり塚児童公園は、おしどり塚の民話の舞台になったところである。ただし、往時のような沼は残っていない。毎年10月下旬の日曜日に、大町自治会が結成した「おしどり塚愛護会」がおしどり塚祭りを園内で開催する。
大通りにある大工町バス停から南下して大町通りに入り、この通りの南側に公園がある。最寄りのバス停はきぶな号の「二番町」であり、徒歩2分ほどで着く。周囲をビルに囲まれた静かな公園である。都市計画上の取扱は、宇都宮都市計画公園2・2・016号で、公園面積16 aの街区公園である。
「史蹟 おしどり塚」碑の隣に、「児島強介誕生の地」碑がある。児島強介は大橋訥庵に師事した幕末の志士で、坂下門外の変の計画に関与し、獄中で病死した。児島の生家は宇都宮城下の大町、後の一番町のおしどり塚児童公園付近であったと伝わるが、ビルに囲まれたおしどり塚児童公園に、当時の屋敷地を窺い知る遺構はない。

### おしどり塚の碑
碑は公園の北東隅にあり、正面に向かって右側が鴛鴦塚之略記碑、左側が「史蹟 おしどり塚」碑である。碑の周りは花木や石で整えられている。

#### 鴛鴦塚之略記碑
1884年（明治17年）に建立され、戸田香園が撰文した。正式名称は鴛鴦塚之略記碑であるが、一般には「おしどり塚の碑」と呼ばれている。碑面にはおしどり塚の民話と、それが沙石集に載っていること、後世にこれを伝えるために近隣住民で碑を建てたことが刻まれている。碑の左上部は、1945年（昭和20年）7月の宇都宮空襲で破損し、欠けている。
鴛鴦塚之略記碑の脇には供養塔があり、土台の上に五重の石が積まれている。仏体が刻まれた部分は六角形になっている。

#### 「史蹟 おしどり塚」碑
1991年（平成3年）に建立された。碑の表面には鴛鴦塚之略記碑よりも明瞭に「史蹟 おしどり塚」と刻まれ、裏面には鴛鴦塚之略記碑と同じ内容が記されているが、末尾に「鴛鴦塚之略記碑が火災（戦禍）で欠けたのでそれを補うとともに、読みやすく書き改めた」旨を追加している。

## 映像化作品
- 毎日放送『まんが日本昔ばなし』「おしどり塚」（1982年4月3日放送）[31]
  - 演出・作画は芝山努、ナレーションは市原悦子[31]。宇都宮の昔話として取り上げられたが、ストーリーは宇都宮の民話ではなく、『沙石集』の内容に準拠しており、僧となった元猟師が戦場を渡り歩いて、大将に戦を辞めるように諫める話を付加している[31]。
- とちぎテレビ『テレビ民話語り』第1回②「おしどり塚」[32]（初回は2012年1月放送[33]）
  - 語りは郡司紀子、絵はけんしろう。ストーリーは宇都宮の民話に準拠している。